# 뷔위카다섬
뷔위카다섬(튀르키예어: Büyükada)은 터키 프렌스섬에 속하는 가장 큰 섬이다. 이스탄불주의 아다라르(Adalar, 섬들) 구에 속해있다.

## 역사
569년 비잔틴 제국의 황제 유스티누스 2세가 궁전과 수도원을 건설하면서 역사가 시작됐다.

## 관광
뷔위카다에는 오래된 교회와 수도원, 저택이 있다.

## 교통
이스탄불의 카바타쉬 항구에서 페리로 약 1시간 50분 정도 소요된다. 이 배는 카드쾨이에도 들리는데 카드쾨이에서는 1시간 30분 정도 소요된다.